# Geraszell
Geraszell ist ein Dorf und ein Ortsteil der Gemeinde Wiesenfelden im niederbayerischen Landkreis Straubing-Bogen.

## Geographie
Das Dorf liegt auf einer Hochebene im Falkensteiner Vorwald an der Staatsstraße 2648, drei Kilometer nordöstlich von Wiesenfelden und zwei Kilometer südlich von Zinzenzell auf einer Höhe von etwa 663 m ü. NHN.

## Geschichte
Im 18. Jahrhundert gehörte der Ort mit 17 Anwesen zu verschiedenen Herrschaften, dem Pfleggericht Mitterfels (Obmannschaft Zinzenzell), der Hofmark Schönstein, der Herrschaft Oberbrennberg, der Hofmark Wiesenfelden und der Hofmark Haidenburg. 1821 war Geraszell eine patrimonialgerichtische Gemeinde im Steuerdistrikt Zinzenzell und der Pfarrei Wiesenfelden und mit 16 Familien.
Die ehemalige Landgemeinde Geraszell mit einer Fläche von etwa 491 Hektar hatte keine weiteren Orte. 1926 verlor die Gemeinde ihre Eigenständigkeit und wurde nach Heilbrunn eingemeindet. Durch die Eingemeindung von Heilbrunn nach Wiesenfelden zum 1. Januar 1971 wurde Geraszell ein Gemeindeteil von Wiesenfelden.

### Einwohnerentwicklung
| Jahr | Einwohner |
| ---- | --------- |
| 1840 | 119       |
| 1861 | 134       |
| 1867 | 143       |
| 1871 | 150       |
| 1875 | 143       |
| 1885 | 153       |
| 1900 | 154       |
| 1925 | 166       |
| 1950 | 165       |
| 1961 | 140       |
| 1970 | 155       |
| 1987 | 140       |